# Pipreola squamipectus
Pipreola squamipectus, "fjällbröstad fruktätare", är en fågelart i familjen kotingor inom ordningen tättingar. Den betraktas oftast som underart till rödbröstad fruktätare (Pipreola frontalis), men urskiljs sedan 2016 som egen art av Birdlife International och IUCN.
Fågeln förekommer från norra Ecuador till norra Peru. Den kategoriseras av IUCN som livskraftig.